# Дідик Надія Ярославівна
Надія Ярославівна Боднар, у шлюбі Дідик (англ. Nadiya Didyk; *1954, Стрий, Львівської області) — українська художниця-живописиця, колористка, викладачка. Завідувачка відділення дизайну, викладачка-методистка в Ужгородському коледжі мистецтв ім. А.Ерделі, з 2003 року — членкиня Національної спілки художників України, авторка альбому-посібника «Основи композиції». Заслужена художниця України (2021).

## Творчість
Надія Дідик працює в стилі декоративного пост-імпресіоністського живопису, колористка, теоретикиня основ композиції.
Паралельно з мистецькою, важливою є викладацька діяльність в Ужгородському коледжі мистецтв ім. А. Ерделі та в Закарпатському художньому інституті. Розробила програму навчання з основ композиції.

## Біографія
Значний вплив на формування творчої особистості мали: мати Боднар (Дикий) Ірина Іванівна (майстриня народної творчості, вишивальниця) та брат Ігор Боднар (графік-шістдесятник, поет).
Навчалася в середній школі № 10 м. Стрий, здобула професійну освіту у Львівській академії мистецтв (1970—1975) на кафедрі «Моделювання костюму» (викладачі з фаху: Антон Монастирський, Володимир Черкасов, Володимир Овсійчук, Світлана Заблоцька).
З 1974 року одружена з Іваном Дідиком (живописець, графік, педагог).
Діти продовжують мистецьку сімейну традицію — Іванка Войтович (живописиця), Наталія Мирончук — живописиця, викладачка в Ужгородському коледжі мистецтв ім. А. Ерделі.

## Роботи
Живопис:
- «Свято летючого змія»
- «Вулиця Ракоці» (2003)
- «Скляний стіл»
- «Водяні лілії»
- «За кулісами»
- «Гірський ландшафт»
- «Ранковий натюрморт»
- «Вечоріє» (2005)
- «Вечір на озері»
- «Дегустація»
- «Соняшники»
- «Натюрморт з білою філіжанкою»
- «Надія Дідик. Живопис»
- «Натюрморт з фруктами»
- «Місячна ніч»
- «Ужгородський мотив»
- «Рожевий натюрморт»
- «Натюрморт із дзвіночками» (1995)
- «Шторм» (1996)
- «Після дощу» (1996)
- «Старе місто — „Токай“» (1999)
- «Натюрморт із кульбабами» (2001)
- «Добрий вечір, або Пані у жовтому» (2001)
- «Регата» (2001)
- «Натюрморт з апельсином» (2001)
- «Натюрморт із динькою» (2001)
- «Гірський пейзаж» (2001)
- «Оголена» (2002)
- «Відпочинок» (2002)
- «Весняні мелодії» (2002)
- «Сонячний натюрморт» (2003)
- «Скляний столик» (2004)
- «Натюрморт із синьою вазою» (2004)
- «Ранковий натюрморт» (2004) та інші.[6][7]

Графіка:
- «Той, хто розіп'ятий за нас» (1999)
- Диптих «Міленіум» (2000)
- «Ілона Зріні» (2001)
- «Ференц Ракоці» (2002)
- «Золота клітка» (2002)
- «Лайош Кошут» (2003)
- «Композиційні розваги» (2004)
- «Пташине царство» (2005).[8]